# Stewart Maxwell

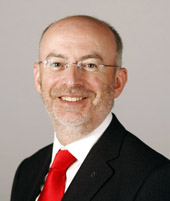
Stewart Maxwell

Stewart Maxwell (* 24. Dezember 1963 in Glasgow) ist ein schottischer Politiker und Mitglied der Scottish National Party (SNP).

## Leben
Maxwell besuchte die King’s Park Secondary School und das Glasgow College of Technology, wo er einen Bachelorabschluss in Sozialwissenschaften erlangte. Er ist verheiratet und Vater einer Tochter.

## Politischer Werdegang
1992 trat Maxwell in die SNP ein. 1999 kandidierte er für den Regionalrat von East Renfrewshire, wurde jedoch nicht gewählt. Bei den Britischen Unterhauswahlen 2001 bewarb sich Maxwell um das Direktmandat des Wahlkreises Eastwood, erhielt jedoch nur 8,6 % der Stimmen und verpasste damit deutlich den Einzug in das Britische Unterhaus.
Bei den Schottischen Parlamentswahlen 2003 kandidierte Maxwell im Wahlkreis Eastwood, erhielt aber nur den vierthöchsten Stimmenanteil. Da Maxwell auch auf dem dritten Rang der Regionalwahlliste der SNP für die Wahlregion West of Scotland gesetzt war, erhielt er infolge des Wahlergebnisses eines von drei Listenmandaten für die SNP in dieser Wahlregion und zog erstmals in das Schottische Parlament ein. Im September 2004 wurde er zum stellvertretenden Parteisprecher für Gesundheit ernannt. Im Schattenkabinett der SNP war Maxwell zu dieser Zeit als stellvertretender Staatssekretär für Gesundheit vorgesehen. Ab September 2006 fungierte er dann als Parteisprecher für Kultur und Sport und nahm im Schattenkabinett der SNP die Position des Ministers für Sport, Kultur und Medien ein. Bei den Parlamentswahlen in den Jahren 2007 und 2011 konnte er seinen Stimmenanteil im Wahlkreis Eastwood zwar jeweils steigern, verpasste das Direktmandat in beiden Fällen jedoch deutlich. Sein Listenmandat für die Wahlregion West of Scotland, beziehungsweise 2011 West Scotland, verteidigte Maxwell. Nach den Wahlen 2007 wurde Maxwell zum Staatssekretär für Gemeinden und Sport ernannt und behielt diesen Posten bis Februar 2009.